# Axel Johanson
Axel Petrus Johanson, född den 23 mars 1865 i Eksjö, död den 27 juli 1960 i Falköping, var en svensk jurist.
Johanson avlade mogenhetsexamen i Linköping 1884 och blev samma år student vid Uppsala universitet, där han avlade examen till rättegångsverken 1888. Han blev extra ordinarie notarie i Göta hovrätt sistnämnda år och vice häradshövding 1892. Johanson var auditör vid Smålands husarregemente 1896–1901 och häradshövding i Vartofta och Frökinds domsaga 1904–1934. Han blev riddare av Nordstjärneorden 1915.